# 国際理論物理学会議
国際理論物理学会議（こくさいりろんぶつりがっかいぎ、The International Conference of Theoretical Physics）は、1953年9月、ネヴィル・モットと湯川秀樹博士を会長に、東京（日光含む）と京都で開催された日本初の国際会議である。素粒子と物性（転位、磁性、超伝導、ヘリウムなど）が4日間にわたり議論された。
湯川秀樹がノーベル賞を受賞した4年後に開かれたこの学会には多額の寄付が寄せられ、日本国内で連日大きく報道された。京都は京都大学の湯川記念館、楽友会館、人文科学研究所が会場となった。

## おもな参加者
海外からは55名（この後ノーベル賞を受賞する科学者17名を含む）、日本からは500名の科学者が参加した。

### 海外
- ジョン・スレーター
- ヴァン・ヴレック
- ネヴィル・モット
- ジョン・バーディーン
- フレデリック・ザイツ
- ファインマン
- 楊振寧（チェン・ニン・ヤン）
- ウィグナー
- フィリップ・アンダーソン
- ラルス・オンサーガー
- ルイ・ネール

- チャールズ・タウンズ
- ニコラス・ブルームバーゲン
- マリア・ゲッパート・メイヤー
- ジョン・ホィーラー
- イリヤ・プリゴジン
- ルドルフ・パイエルス
- アブラハム・パイス
- ポール・フローリー
- ロバート・マリケン
- カークウッド

### 日本
- 小谷正雄
- 永宮健夫
- 久保亮五
- 武谷三男
- 伏見康治

- 早川幸男
- 朝永振一郎
- 西島和彦
- 中嶋貞雄

## 本会議
| 日程 | 湯川記念館    | 人文科学研究所 | 楽友会館             |
| ---- | ------------- | -------------- | -------------------- |
| 18日 | 場の理論      | 転位           | 分子、金属           |
| 19日 | 宇宙線とV粒子 | 液体論         | 自発磁気の電子論     |
| 21日 | π中間子       | 不可逆過程     | 磁性体               |
| 22日 | 核力          | 統計力学       | 誘電体               |
| 23日 | 核反応        | -              | 液体ヘリウム、超伝導 |